# ریکاردو (بازیکن فوتبال، زاده ۱۹۷۶)
ریکاردو (انگلیسی: Ricardo؛ زادهٔ ۱۱ فوریهٔ ۱۹۷۶) یک بازیکن فوتبال بازنشسته پرتغال است.
وی همچنین در تیم ملی فوتبال پرتغال بازی کرده‌است و در جام جهانی ۲۰۰۶ دروازه‌بان این تیم بوده.